# Alain Langlais
Alain Langlais (Chicoutimi, Québec, 1950. október 9. –) kanadai profi jégkorongozó.

## Pályafutása
Junior karrierjét a QMJHL-ben kezdte a Sorel Black Hawksban 1969–1970-ben. Ekkor 60 gólt ütött. A felnőtt pályafutását az EHL-ben (Long Island Ducks) és az IHL-ben (Toledo Hornets) kezdte. 1972-ben 45 gólt ütött az EHL-ben. Még mindig az IHL-ben játszott (Saginaw Gears), amikor felkerült az AHL-be (New Haven Nighthawks) és onnan a szezon végén a Minnesota North Stars felhívta őt az NHL-be. De nem tudod élni a lehetőséggel, így az 1974–1975-ös idényt a New Haven Nighthawks folytatta. Ekkor 41 gólt ütött és ismét meghívást kapott a North Starsba, de gyengébben játszott mint az elmúlt idényben. Ezért 1975–1976-ban megint a New Haven Nighthawks találta magát. Szezon közben átment a Richmond Robinshoz. 1976–1977-ben a CHL-ben szereplő Tulsa Oilersben játszott, majd a szezon végén visszavonult, de 1979–1980-ban 17 mérkőzés erejéig visszatért a Flint Generalsba, mely az IHL-ben szerepelt.

## Dijai
- EHL Észak Első All-Star Csapat: 1972
- AHL Második All-Star Csapat: 1975